# 毕锡桢
毕锡桢（1930年7月15日—），男，辽宁大连人，中华人民共和国政治人物，曾任中共大连市委书记，辽宁省人大常委会副主任。